# Liste Ruhlaer Persönlichkeiten

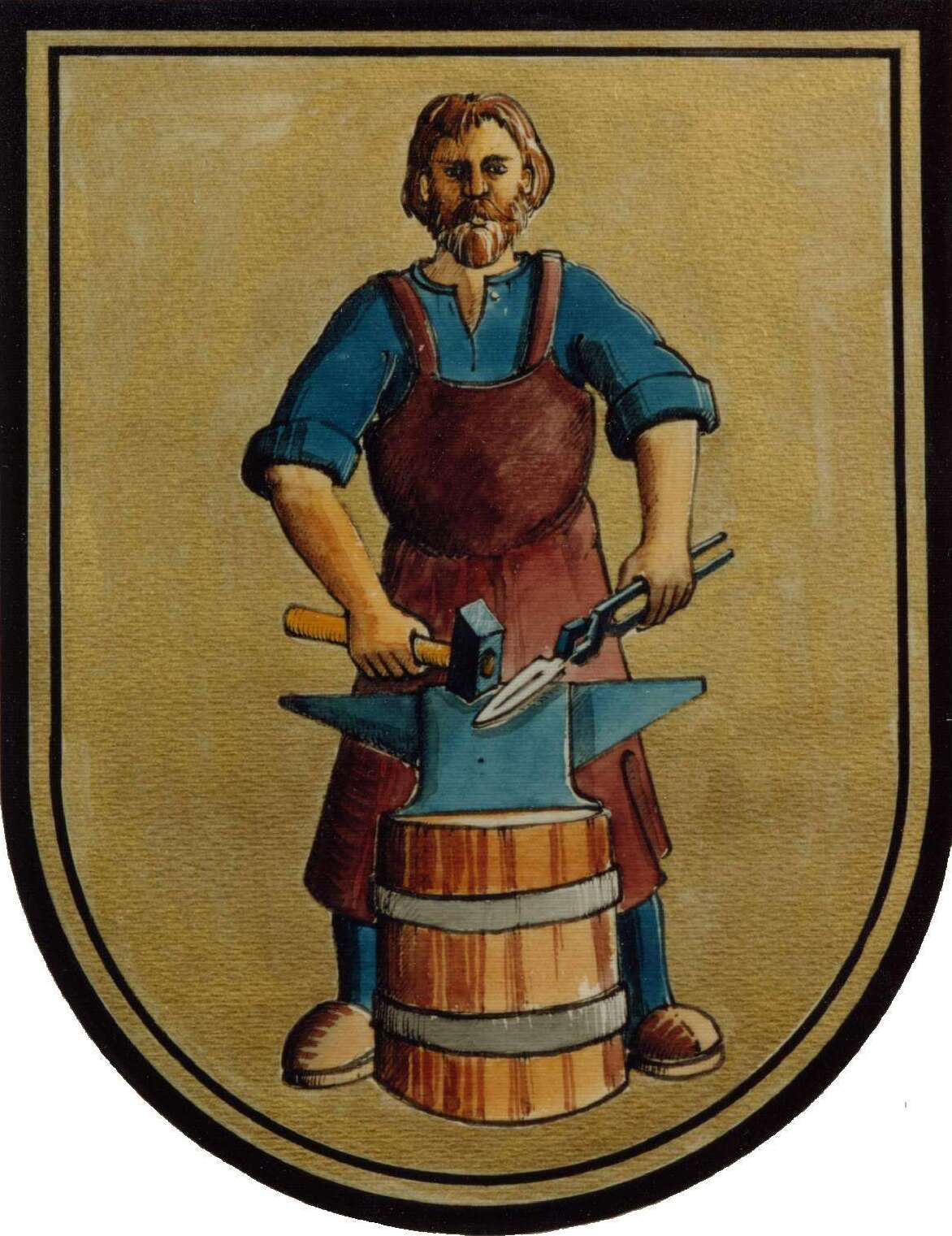
Stadtwappen

Diese Liste enthält Persönlichkeiten, die mit der thüringischen Kleinstadt Ruhla im Wartburgkreis in Verbindung stehen. Die Liste erhebt keinen Anspruch auf Vollständigkeit.

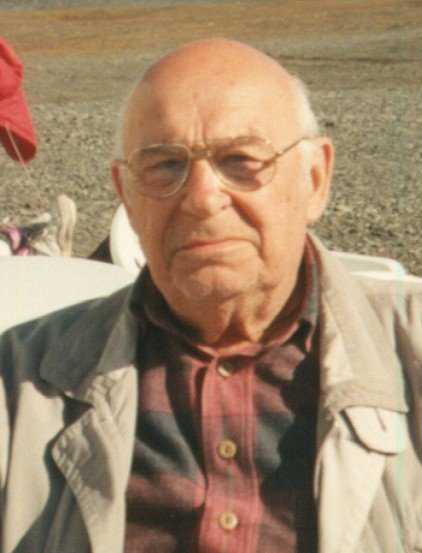
Der Ruhlaer Ehrenbürger Rudolf Meinhold

## Ehrenbürger
| Name                | geb. | in                  | gest. | in       | Anmerkung                                                                        |
| ------------------- | ---- | ------------------- | ----- | -------- | -------------------------------------------------------------------------------- |
| Marko Baacke        | 1980 | Friedrichroda       |       |          | ehemaliger nordischer Kombinierer wurde 2001 zum Ehrenbürger Ruhlas ernannt      |
| Otfried Blumenstein | 1920 | Ruhla               | 2018  | Ruhla    | Lehrer, Meteorologe, Autor                                                       |
| Lotar Köllner       | 1929 |                     | 2016  |          | Ortschronist, Heimatforscher, Autor                                              |
| Friedrich Lux       | 1820 | Ruhla               | 1895  | Mainz    | Komponist der Oper Der Schmied von Ruhla                                         |
| Rudolf Meinhold     | 1911 | Bad Klosterlausnitz | 1999  | Freiberg | Bergbauingenieur und Geophysiker 1996 zum Ehrenbürger seiner Heimatstadt ernannt |
| Juliane Seyfarth    | 1990 | Eisenach            |       |          | Skispringerin 2018 zur Ehrenbürgerin ernannt.                                    |
| Ron Spanuth         | 1980 |                     |       |          | Langläufer 2001 zum Ehrenbürger ernannt.                                         |

- Paul von Hindenburg (1847–1934), Generalfeldmarschall[3]

## Söhne und Töchter der Stadt
| Name                    | geb. | in          | gest. | in              | Anmerkung |
| ----------------------- | ---- | ----------- | ----- | --------------- | --- |
| Gertrud Alexander       | 1882 | Ruhla       | 1967  | Moskau          | Kommunistin, Politikerin, Publizistin, Autorin, Kunstkritikerin                                                                  |
| Albert Andrä            | 1878 | Ruhla       | ?     | ?               | Versicherungsmathematiker |
| Klaus Baacke            | 1955 |             |       |                 | Skilangläufer, zweimaliger Seniorenweltmeister und vielfacher Deutscher Seniorenmeister; Trainer des Ruhlaer Skisportnachwuchses |
| Otto Böttinger          | 1867 | Ruhla       | 1942  |                 | Ruhlaer Mundartdichter |
| Erich Braun             | 1901 | Ruhla       | 1956  | Bebra           | nationalsozialistischer Unternehmer und Abgeordneter des Provinziallandtages der Provinz Hessen-Nassau                           |
| Johannes Cotta          | 1794 | Ruhla       | 1868  | Willerstedt     | Mitbegründer der Deutschen Burschenschaften, Theologe, Komponist                                                                 |
| Ernst Ehwald            | 1913 | Thal        | 1986  | Banská Bystrica | Bodenkundler |
| Bruno Hassenstein       | 1839 | Ruhla       | 1902  | Gotha           | Kartograph |
| Hans-Joachim Heusing    | 1928 | Ruhla       | 2020  | Schmalkalden    | Kletterer, Bergsteiger, Heimatforscher und Denkmalpfleger                                                                        |
| Gerd Krauß              | 1952 | Ruhla       |       |                 | Oppositioneller in der DDR |
| Johann Georg Lämmerhirt | 1763 | Ruhla       | 1813  | Erbach          | Komponist |
| Bärbel Löhnert          | 1942 | Ruhla       |       |                 | Leichtathletin |
| Friedrich Lux           | 1820 | Ruhla       | 1895  | Mainz           | Musiker und Komponist (u. a. Oper des Schmieds von Ruhla), Orgelvirtuose                                                         |
| Thorsten Merten         | 1963 | Ruhla       |       |                 | Schauspieler |
| Reinhard Möller         | 1855 | Ruhla       | 1912  | Sonneberg       | Bildender Künstler, Direktor der Industrieschule Sonneberg                                                                       |
| Dieter Neuendorf        | 1940 | Ruhla       |       |                 | ehemaliger Skispringer, wurde 1966 in Oslo Vizeweltmeister; Gewinner von Wettbewerbe am Holmenkollen und Skiflugveranstaltungen  |
| Karl Reinhardt          | 1905 | Kittelsthal | 1968  | Bamberg         | Politiker (NSDAP), Reichstagsabgeordneter                                                                                        |
| Hartmann Schenck        | 1634 | Ruhla       | 1681  | Ostheim         | Schriftsteller, Pfarrer, Dichter von Kirchenliedern                                                                              |
| Arno Schlothauer        | 1872 | Ruhla       | 1942  |                 | Ruhlaer Heimatdichter, Mitbegründer des Ortsmuseums, Heimatforscher                                                              |
| Alfred Schmidt          | 1905 | Ruhla       | 1975  | Rüsselsheim     | Politiker, Landrat des Kreises Groß-Gerau                                                                                        |
| Franz Donat Stehmann    | 1890 | Ruhla       | 1960  | Santo Ângelo    | Abenteuerschriftsteller |
| Ludwig Storch           | 1803 | Ruhla       | 1881  | Kreuzwertheim   | Ruhlaer Heimatdichter und Schriftsteller                                                                                         |
| Johann Andreas Stumpff  | 1768 | Ruhla       | 1846  | London          | Königlich Britischer Harfenmacher; Klavierbauer                                                                                  |
| Balduin Weidner         | 1845 | Ruhla       | 1929  | Osnabrück       | evangelischer Pfarrer und Superintendent in Osnabrück                                                                            |
| Karl Weyrich            | 1884 | Ruhla       | 1973  | Sontra          | Kommunalbeamter und Bürgermeister von Sontra                                                                                     |
| Rainer Willingstorfer   | 1940 | Ruhla       | 1989  | Zirndorf        | Grafikdesigner, kreierte das Playmobil-Logo                                                                                      |
| Alexander Ziegler       | 1822 | Ruhla       | 1887  | Wiesbaden       | Reiseschriftsteller und Ökonom, Hofrat in Dresden                                                                                |
| Severus Ziegler         | 1747 | Ruhla       | 1813  |                 | Gründer des Tabakpfeifenhandelsgeschäftes Gebrüder Ziegler                                                                       |

## Persönlichkeiten, die vor Ort gewirkt haben
| Name                    | geb. | in            | gest. | in                           | Anmerkung |
| ----------------------- | ---- | ------------- | ----- | ---------------------------- | --- |
| Rudolf Arnold           | 1896 | Eisenach      | 1950  | Eisenach                     | Kommunistischer Widerstandskämpfer gegen das Naziregime, Bürgermeister in Ruhla von 1945 bis 1949 |
| Marko Baacke            | 1980 | Friedrichroda |       |                              | ehemaliger nordischer Kombinierer, zweifacher Deutscher Jugendmeister, zweimal Deutscher Juniorenmeister, zweimal Vize-Juniorenweltmeister 2001 in Lahti/Finnland mit erst 21 Jahren Weltmeister im Sprint |
| Daniela Danz            | 1976 | Eisenach      |       |                              | Schriftstellerin |
| Knut Handke             |      |               | 2006  | Seebach                      | mehrfacher Strongman-Weltmeister |
| Gottlob König           | 1779 | Hardisleben   | 1849  | Eisenach                     | Forstlicher Klassiker, wirkte von 1805 bis 1830 als Förster im Ruhlaer Forst, wo er auch eine Forstschule begründete |
| Lisa-Marie Koroll       | 1997 | Eisenach      |       |                              | Schauspielerin, besuchte das Albert-Schweitzer-Gymnasium in Ruhla |
| Georg Heinrich Lux      | 1779 | Sättelstädt   | 1861  | Ruhla                        | Organist und Komponist |
| Theodor Neubauer        | 1890 | Ermschwerd    | 1945  | Zuchthaus Brandenburg-Görden | Kommunist und Widerstandskämpfer, Lehrer in Ruhla |
| Arthur Richter-Heimbach | 1879 | Neustadt/Orla | 1947  | Mühlhausen/Thüringen         | Lehrer in Ruhla, Dichter, Begründer der Vereine Thüringer- Berg- Burg und Waldgemeinden, Jagdhaus-Kissel-Verein und der Mommelsteingemeinde Brotterode. |
| Johann Schilter         | 1632 | Pegau         | 1705  | Straßburg                    | Jurist und Historiker, 1668 Amtmann in Ruhla. |
| Juliane Seyfarth        | 1990 | Eisenach      |       |                              | wurde 2003 und 2004 Deutsche Schülermeisterin im Skispringen, 2004 Deutsche Meisterin im Damenskispringen, gewann 2006 als 15-Jährige das erste Weltmeisterschafts-Springen der Damen bei den 30. Junioren-Weltmeisterschaften. Teilnahme an den Olympischen Spielen 2018, zweifache Weltmeisterin und Ehrenbürgerin. |
| Ron Spanuth             | 1980 |               |       |                              | gewann 2001 Bronze mit der Deutschen Langlaufstaffel zur Skiweltmeisterschaft in Lahti |